# Montepuez
Montepuez és un municipi de Moçambic, situat a la província de Cabo Delgado. En 2007 comptava amb una població de 76.139 habitants. És la seu del districte de Montepuez.

## Demografia
| Any  | Població |
| ---- | -------- |
| 1997 | 58 594   |
| 2007 | 76 004   |